# Altai (vùng)
Altai Krai (tiếng Nga:Алта́йский край, Altaysky kray) là một chủ thể liên bang của Nga (một vùng). Trung tâm hành chính là thành phố Barnaul. Kinh tế dựa vào nông nghiệp. Dân số 2.419.755 theo điều tra năm 2010.

## Địa lý

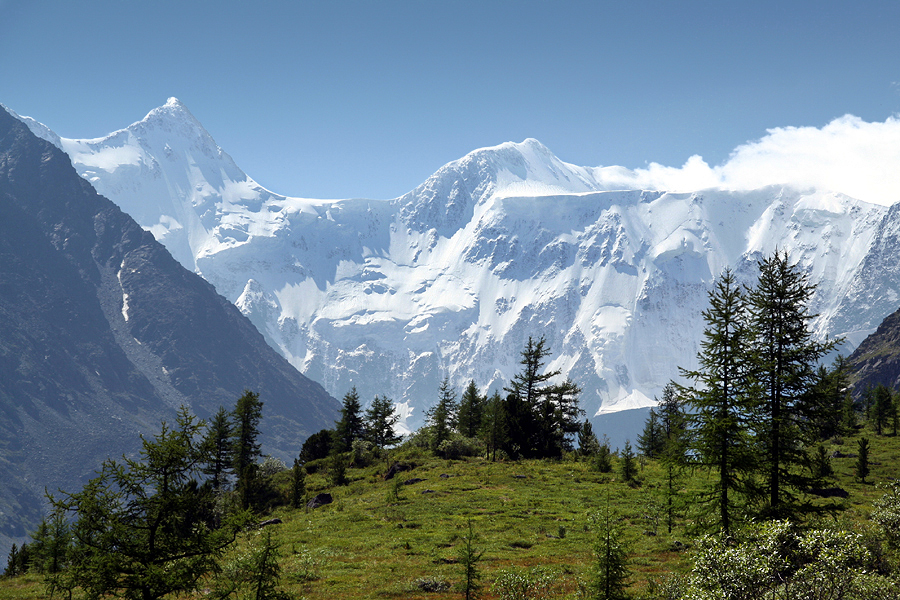
Núi Belukha

Phía bắc giáp tỉnh Novosibirsk, phía nam giáp cộng hòa Altai, phía đông giáp tỉnh Kemerovo, phía tây giáp các tỉnh Đông Kazakhstan và Pavlodar của Kazakhstan.
Khí hậu khắc nghiệt với mùa đông dài lạnh khô và mùa hè thường nóng và khô. Sông chính của khu vực là sông Obi. Các con sông Biya, Katun, và Chuya cũng rất quan trọng. Các hồ lớn nhất là hồ Kulundinskoye, hồ Kuchukskoye, và Hồ Mikhaylovskoye.
Altai Krai có dự trữ rất lớn của các nguyên liệu, đặc biệt là vật liệu được sử dụng để xây dựng, cũng như trữ lượng khoáng sản đáng kể. Chúng bao gồm các kim loại màu, chì và quặng sắt, wolfram, mangan, molypden, bauxite, và vàng. Rừng bao gồm khoảng 60.000 km ² đất của Krai.
Tại đây có núi Belukha, cao 4.506 m, cao nhất dãy Altay.

## Lịch sử
Khu vực này là một phần của một giao lộ lớn trong thế giới cổ đại. Các bộ lạc du mục đã di chuyển qua lãnh thổ này trong thời kỳ di cư và bao gồm các dân tộc khác nhau. Các địa điểm khảo cổ học tiết lộ rằng con người thời xa xưa sống trong khu vực này. Những người Altay là những người gốc Turk, một số người trong số họ đã định cư ở đây, ban đầu sống du canh du cư và sống ổn định tại đây từ thiên niên kỷ thứ 2 TCN.